# Córka
Córka – nazwa relacji rodzinnej dla krewnej pierwszego stopnia w linii prostej (zstępny, potomek) płci żeńskiej, należącej do dzieci z danego związku (rodziców).
Jednym ze stereotypów rodzinnych są kontakty córki z rodzicami. W ich świetle, córka ma się lepiej porozumiewać, być w lepszych kontaktach z ojcem, niż z matką.
Z posiadaniem córki, która wychodzi za mąż, wiąże się obyczajowy obowiązek zorganizowania jej wesela oraz wyprawienia posagu.
W języku potocznym, starsza osoba do młodej kobiety lub dziewczyny może zwrócić się zwrotem Córko!.